# Trochosa cachetiensis
Trochosa cachetiensis là một loài nhện trong họ Lycosidae.
Loài này thuộc chi Trochosa. Trochosa cachetiensis được Mcheidze miêu tả năm 1997.